# Sant'Eugenio (diaconia)
Sant'Eugenio (en llatí: Diaconia Sancti Eugenii Papae) és una diaconia instituïda pel papa Joan XXIII el 12 de març de 1960 amb la constitució apostòlica Sacra maiorum. La seva església titular és Sant'Eugenio alle Belle Arti, al quartiere Pinciano, seu parroquial instituïda el 16 de març 1951.
El titular actual és el cardenal Julián Herranz Casado, president de la Comissió Disciplinària de la Cúria Romana.

## Titulars
- Antonio Bacci (31 març 1960 - 20 gener 1971 mort)
- Umberto Mozzoni (5 març 1973 - 7 novembre 1983 decedutomort)[2]
- Paul Poupard (25 maig 1985 - 29 gener 1996 nomenat cardenal prevere de Santa Prassede)
- Francesco Colasuonno (21 febrer 1998 - 31 magig 2003 mort)
- Julián Herranz Casado, des del 21 d'octubre 2003[3]